# 劉毓瓊
劉毓瓊，清朝政治人物。廣東陸豐縣人。
劉毓瓊為舉人出身。嘉慶四年（1799年）二月，出任湖南永順府龍山縣知縣。